# Huang Wan-ju
Huang Wan-ju (chiń. trad. 黃婉如; pinyin Huáng Wǎnrú; ur. 3 maja 1979) – tajwańska lekkoatletka, tyczkarka.
Była rekordzistka kraju.